# Stanstead Abbots
Stanstead Abbots is een civil parish in het bestuurlijke gebied East Hertfordshire, in het Engelse graafschap Hertfordshire met 1950 inwoners.